# Knock on Any Door
Knock on Any Door é um longa-metragem estadunidense de 1949, do gênero drama em estilo de filme noir, dirigido por Nicholas Ray, foi protagonizado por Humphrey Bogart. Foi produzido pela companhia produtora que Bogart tinha criado: Santana Productions.

## Sinopse
Jovem desajustado é preso como o principal suspeito da morte de um policial.

## Elenco
- Humphrey Bogart .... Andrew Morton
- John Derek .... Nick Romano
- George Macready .... Kerman
- Allene Roberts .... Emma
- Candy Toxton .... Adele Morton
- Mickey Knox .... Vito
- Barry Kelley .... Juiz Drake
- Florence Auer .... Tia Lena